# Taça Prata de Voleibol Feminino de 2016
A Taça Prata de Voleibol Feminino foi a primeira edição desta competição organizada pela Confederação Brasileira de Voleibol através da Unidade de Competições Nacionais. A competição é uma espécie de terceiro nível do Campeonato Brasileiro de Voleibol Feminino, a principal competição entre clubes de voleibol feminino do Brasil, servindo como porta de acesso dos clubes à Superliga - Série B. Participaram do torneio seis equipes provenientes de quatro estados brasileiros. A competição previa duas vagas vagas à Série B de 2017, para o campeão e o vice, posteriormente promoveu quatro vagas, conferida aos dois melhores colocados de cada grupo (dois grupos contendo tres times), sendo promovidos :Hinode/Barueri, ADC Bradesco, ABEL/Brusque e Telêmaco Borba.

## Equipes participantes
| Equipe         | Cidade         |
| -------------- | -------------- |
| Hinode/Barueri | Barueri        |
| ADC Bradesco   | Osasco         |
| ABEL/Brusque   | Brusque        |
| Telêmaco Borba | Telêmaco Borba |
| Sada/Betim     | Betim          |
| AMA Vôlei      | Maringá        |

## Fase única

### Grupo A
Classificação Final
|     |                |     | Jogos | Jogos | Jogos | Resultados | Resultados | Resultados | Resultados | Resultados | Resultados | Sets | Sets | Sets  | Pontos | Pontos | Pontos |
| Pos | Equipe         | Pts | T     | V     | D     | 3–0        | 3–1        | 3–2        | 2–3        | 1–3        | 0–3        | V    | P    | R     | V      | P      | R      |
| --- | -------------- | --- | ----- | ----- | ----- | ---------- | ---------- | ---------- | ---------- | ---------- | ---------- | ---- | ---- | ----- | ------ | ------ | ------ |
| 1   | ABEL/Brusque   | 6   | 2     | 2     | 0     | 1          | 1          | 0          | 0          | 0          | 0          | 6    | 1    | 6,000 | 195    | 172    | 1.134  |
| 2   | Telêmaco Borba | 3   | 2     | 1     | 1     | 0          | 1          | 0          | 0          | 1          | 0          | 4    | 4    | 1,000 | 170    | 187    | 0.909  |
| 3   | AMA Vôlei      | 0   | 2     | 0     | 2     | 0          | 0          | 0          | 0          | 2          | 0          | 2    | 6    | 0.333 | 171    | 189    | 0.905  |

|  |                                                                                     |
|  | Equipes classificadas à Superliga Brasileira de Voleibol Feminino de 2017 - Série B |

Resultados
| 3 de novembro de 2016 20:00 | Telêmaco Borba | 3 — 1                   | AMA Vôlei   | Furtadão, Telêmaco Borba |
| 3 de novembro de 2016 20:00 | 25 29 12 25    | Set 1 Set 2 Set 3 Set 4 | 19 27 25 19 | Furtadão, Telêmaco Borba |

| 4 de novembro de 2016 20:00 | AMA Vôlei   | 1 — 3                   | ABEL/Brusque | Furtadão, Telêmaco Borba |
| 4 de novembro de 2016 20:00 | 19 25 17 20 | Set 1 Set 2 Set 3 Set 4 | 25 23 25     | Furtadão, Telêmaco Borba |

| 5 de novembro de 2016 18:00 | Telêmaco Borba | 1 — 3                   | ABEL/Brusque | Furtadão, Telêmaco Borba |
| 5 de novembro de 2016 18:00 | 21 25 29 16    | Set 1 Set 2 Set 3 Set 4 | 25 16 31 25  | Furtadão, Telêmaco Borba |

### Grupo B
Classificação Final
|     |                |     | Jogos | Jogos | Jogos | Resultados | Resultados | Resultados | Resultados | Resultados | Resultados | Sets | Sets | Sets  | Pontos | Pontos | Pontos |
| Pos | Equipe         | Pts | T     | V     | D     | 3–0        | 3–1        | 3–2        | 2–3        | 1–3        | 0–3        | V    | P    | R     | V      | P      | R      |
| --- | -------------- | --- | ----- | ----- | ----- | ---------- | ---------- | ---------- | ---------- | ---------- | ---------- | ---- | ---- | ----- | ------ | ------ | ------ |
| 1   | Hinode/Barueri | 6   | 2     | 2     | 0     | 1          | 1          | 0          | 0          | 0          | 0          | 6    | 1    | 6,000 | 172    | 126    | 1.365  |
| 2   | ADC Bradesco   | 3   | 2     | 1     | 1     | 1          | 0          | 0          | 0          | 1          | 0          | 4    | 3    | 1.333 | 155    | 150    | 1.033  |
| 3   | Sada/Betim     | 0   | 2     | 0     | 2     | 0          | 0          | 0          | 0          | 0          | 2          | 0    | 6    | 0,000 | 99     | 150    | 0.660  |

|  |                                                                                     |
|  | Equipes classificadas à Superliga Brasileira de Voleibol Feminino de 2017 - Série B |

Resultados
| 31 de outubro de 2016 19:30 | Hinode/Barueri | 3 — 0             | Sada/Betim | José Corrêa, Barueri |
| 31 de outubro de 2016 19:30 | 25             | Set 1 Set 2 Set 3 | 18 10      | José Corrêa, Barueri |

| 1 de novembro de 2016 19:30 | Hinode/Barueri | 3 — 1                   | ADC Bradesco | José Corrêa, Barueri |
| 1 de novembro de 2016 19:30 | 25 22 25       | Set 1 Set 2 Set 3 Set 4 | 16 20 25 19  | José Corrêa, Barueri |

| 2 de novembro de 2016 19:30 | ADC Bradesco | 3 — 0             | Sada/Betim | José Corrêa, Barueri |
| 2 de novembro de 2016 19:30 | 25           | Set 1 Set 2 Set 3 | 17 15 21   | José Corrêa, Barueri |

## Premiações
| Taça Prata de 2016            | Taça Prata de 2016 | Taça Prata de 2016 | Taça Prata de 2016 |
| Santa Catarina                | Paraná             | São Paulo          | São Paulo          |
| ----------------------------- | ------------------ | ------------------ | ------------------ |
| ABEL/Brusque                  | Telêmaco Borba     | Hinode/Barueri     | ADC Bradesco       |
| (1º Grupo A)                  | (2º Grupo A)       | (1º Grupo B)       | (2º Grupo B)       |
| Promovidos (Superliga B 2017) |                    |                    |                    |